# IIHF European Women Champions Cup 2007/08
Der IIHF European Women Champions Cup 2007/08 war die vierte Austragung des von der Internationalen Eishockey-Föderation IIHF veranstalteten Wettbewerbs. Am vom 5. Oktober 2007 bis 3. Februar 2008 ausgetragenen Turnier nahmen 21 Mannschaften aus 21 Ländern teil. Die Finalrunde wurde vom 29. Januar bis 3. Februar 2008 im schwedischen Stockholm ausgetragen.
Ein Finalrundenteilnehmer war gesetzt, der Gastgeber und Titelverteidiger AIK Solna. Die vier weiteren Finalteilnehmer wurden in zwei Qualifikationsrunden ermittelt.

## Vorrunde
Die Spiele der Vorrunde fanden vom 5. bis 7. Oktober 2007 statt. Als Austragungsort für die Gruppe A fungierte das bulgarische Sofia, im slowakischen Martin wurden die Spiele der Gruppe B ausgetragen, in Cergy fanden die Paarungen der Gruppe C statt und die Gruppe D wurde in der tschechischen Hauptstadt Prag ausgespielt.

### Gruppe A
Die Begegnungen der Gruppe A fanden im bulgarischen Sofia statt. Nach drei Turniertagen setzte sich der kasachische Meister Aisulu Almaty mit drei Siegen und einem Torverhältnis von 13:0 souverän gegen die Konkurrenten durch. Das letztlich für den Turniersieg entscheidende Duell konnten die Kasachinnen bereits am ersten Turniertag deutlich mit 4:0 gegen den österreichischen Vertreter EHV Sabres Wien gewinnen. Der gastgebende HK Sofia sicherte sich den dritten Rang, da die Spiele der vierten Mannschaft, die Herlev Hornets aus Dänemark, jeweils mit 5:0 für den Gegner gewertet wurden.
Das Team aus Herlev war nicht mit der erforderlichen Mindestanzahl von Akteurinnen angereist. Eigentlich hatten sie die Begegnung gegen Sofia mit 55:0 gewonnen und Wien mit 6:5 geschlagen. Gegen Aisulu Almaty hatten sie allerdings deutlich mit 8:0 verloren und hätten somit auch nur den zweiten Rang belegt.
| 5. Oktober 2007 | EHV Sabres Wien | 0:4 (0:2, 0:1, 0:1)  | Aisulu Almaty   | Sofia Zuschauer: |
| 5. Oktober 2007 | Herlev Hornets  | 0:5 (Wertung)        | HK Sofia        | Sofia Zuschauer: |
| 6. Oktober 2007 | EHV Sabres Wien | 5:0 (Wertung)        | Herlev Hornets  | Sofia Zuschauer: |
| 6. Oktober 2007 | Aisulu Almaty   | 4:0 (1:0, 1:0, 2:0)  | HK Sofia        | Sofia Zuschauer: |
| 7. Oktober 2007 | Aisulu Almaty   | 5:0 (Wertung)        | Herlev Hornets  | Sofia Zuschauer: |
| 7. Oktober 2007 | HK Sofia        | 7:12 (0:4, 3:4, 4:4) | EHV Sabres Wien | Sofia Zuschauer: |

| Pl. |                 | Sp | S | OTS | OTN | N | Tore  | Punkte |
| 1.  | Aisulu Almaty   | 3  | 3 | 0   | 0   | 0 | 13:0  | 9      |
| 2.  | EHV Sabres Wien | 3  | 2 | 0   | 0   | 1 | 17:11 | 6      |
| 3.  | HK Sofia        | 3  | 1 | 0   | 0   | 2 | 12:16 | 3      |
| 4.  | Herlev Hornets  | 3  | 0 | 0   | 0   | 3 | 00:15 | 0      |

### Gruppe B
Die Vorrundengruppe B wurde im slowakischen Martin ausgespielt, wo die Gastgeberinnen des MHC Martin bereits am ersten Turniertag den Grundstein für das Erreichen der Zwischenrunde legten. Sie besiegten den späteren Gruppenzweiten Terme Maribor mit 5:2. Am gleichen Tag gewannen auch die Damen des SHK Laima Riga überaus deutlich gegen die im gesamten Turnierverlauf klar unterlegenen Damen des türkischen Meisters Büyükşehir Belediyesi Ankara SK. Da Maribor am zweiten Turniertag Riga schlug, benötigten die Slowakinnen im letzten Spiel gegen Riga nur einen Zähler, um sicher die Zwischenrunde zu erreichen. Dies gelang mit einer Niederlage im Penaltyschießen gegen Riga, die sich somit mit dem dritten Rang begnügen mussten.
| 5. Oktober 2007 14:00 Uhr | SHK Laima Riga               | 35:1 (-:-, -:-, -:-)                | Büyükşehir Belediyesi Ankara | Zimný štadión, Martin Zuschauer: |
| 5. Oktober 2007 17:00 Uhr | MHC Martin                   | 5:2 (3:0, 1:1, 1:1)                 | Terme Maribor                | Zimný štadión, Martin Zuschauer: |
| 6. Oktober 2007 14:00 Uhr | Büyükşehir Belediyesi Ankara | 0:21 (0:7, 0:6, 0:8)                | MHC Martin                   | Zimný štadión, Martin Zuschauer: |
| 6. Oktober 2007 17:00 Uhr | Terme Maribor                | 5:1 (2:0, 2:0, 1:1)                 | SHK Laima Riga               | Zimný štadión, Martin Zuschauer: |
| 7. Oktober 2007 12:00 Uhr | Terme Maribor                | 38:0 (-:-, -:-, -:-)                | Büyükşehir Belediyesi Ankara | Zimný štadión, Martin Zuschauer: |
| 7. Oktober 2007 15:00 Uhr | MHC Martin                   | 2:3 n. P. (0:2, 1:0, 1:0, 0:0, 0:1) | SHK Laima Riga               | Zimný štadión, Martin Zuschauer: |

| Pl. |                                 | Sp | S | OTS | OTN | N | Tore  | Punkte |
| 1.  | MHC Martin                      | 3  | 2 | 0   | 1   | 0 | 28:05 | 7      |
| 2.  | Terme Maribor                   | 3  | 2 | 0   | 0   | 1 | 45:06 | 6      |
| 3.  | SHK Laima Riga                  | 3  | 1 | 1   | 0   | 1 | 39:08 | 5      |
| 4.  | Büyükşehir Belediyesi Ankara SK | 3  | 0 | 0   | 0   | 3 | 01:94 | 0      |

### Gruppe C
In der Gruppe C setzte sich der französische Meister und Turinerausrichter HC Cergy-Pontoise souverän mit drei Siegen aus drei Spielen durch. Dahinter platzierte sich der norwegische Titelträger Vålerenga IF Oslo, der das entscheidende Duell gegen die Französinnen am zweiten Turniertag knapp mit 1:2 verlor. Ohne Chancen auf das Erreichen der Zwischenrunde blieben die Slough Phantoms und Dreamland Queens Tallinn.
| 5. Oktober 2007 16:00 Uhr | Dreamland Queens Tallinn | 0:10 (0:3, 0:3, 0:4) | Vålerenga IF Oslo        | Patinoire d’agglomération, Cergy Zuschauer:     |
| 5. Oktober 2007 19:00 Uhr | HC Cergy-Pontoise        | 7:2 (-:-, -:-, -:-)  | Slough Phantoms          | Patinoire d’agglomération, Cergy Zuschauer:     |
| 6. Oktober 2007 12:00 Uhr | Slough Phantoms          | 6:0 (2:0, 3:0, 1:0)  | Dreamland Queens Tallinn | Patinoire d’agglomération, Cergy Zuschauer:     |
| 6. Oktober 2007 18:10 Uhr | Vålerenga IF Oslo        | 1:2 (1:0, 0:1, 0:1)  | HC Cergy-Pontoise        | Patinoire d’agglomération, Cergy Zuschauer: 200 |
| 7. Oktober 2007 11:45 Uhr | HC Cergy-Pontoise        | 5:0 (2:0, 3:0, 0:0)  | Dreamland Queens Tallinn | Patinoire d’agglomération, Cergy Zuschauer:     |
| 7. Oktober 2007 18:10 Uhr | Vålerenga IF Oslo        | 9:2 (-:-, -:-, -:-)  | Slough Phantoms          | Patinoire d’agglomération, Cergy Zuschauer:     |

| Pl. |                          | Sp | S | OTS | OTN | N | Tore  | Punkte |
| 1.  | HC Cergy-Pontoise        | 3  | 3 | 0   | 0   | 0 | 14:03 | 9      |
| 2.  | Vålerenga IF Oslo        | 3  | 2 | 0   | 0   | 1 | 20:04 | 6      |
| 3.  | Slough Phantoms          | 3  | 1 | 0   | 0   | 2 | 10:16 | 3      |
| 4.  | Dreamland Queens Tallinn | 3  | 0 | 0   | 0   | 3 | 00:21 | 0      |

### Gruppe D
Die in Prag ausgespielte Gruppe D sah die Gastgeberinnen des HC Slavia Prag die Zwischenrunde erreichen. Die Tschechinnen konnten alle Begegnungen klar für sich entscheiden. Dabei erwies sich der Auftaktsieg gegen den HC Eagles Bozen als ausschlaggebend für das Erreichen der Zwischenrunde. Chancenlos blieben die Damen des SC Miercurea Ciuc aus Rumänien und des UTE Marilyn Budapest aus Ungarn.
| 5. Oktober 2007 | HC Slavia Prag    | 4:2 (1:0, 2:1, 1:1)  | HC Eagles Bozen      | Zimní stadión Eden, Prag Zuschauer: |
| 5. Oktober 2007 | SC Miercurea Ciuc | 2:5 (0:2, 1:2, 1:1)  | UTE Marilyn Budapest | Zimní stadión Eden, Prag Zuschauer: |
| 6. Oktober 2007 | HC Slavia Prag    | 10:0 (2:0, 3:0, 5:0) | UTE Marilyn Budapest | Zimní stadión Eden, Prag Zuschauer: |
| 6. Oktober 2007 | HC Eagles Bozen   | 9:0 (1:0, 5:0, 3:0)  | SC Miercurea Ciuc    | Zimní stadión Eden, Prag Zuschauer: |
| 7. Oktober 2007 | HC Slavia Prag    | 19:0 (9:0, 6:0, 4:0) | SC Miercurea Ciuc    | Zimní stadión Eden, Prag Zuschauer: |
| 7. Oktober 2007 | HC Eagles Bozen   | 5:1 (4:0, 1:1, 0:0)  | UTE Marilyn Budapest | Zimní stadión Eden, Prag Zuschauer: |

| Pl. |                      | Sp | S | OTS | OTN | N | Tore  | Punkte |
| 1.  | HC Slavia Prag       | 3  | 3 | 0   | 0   | 0 | 33:02 | 9      |
| 2.  | HC Eagles Bozen      | 3  | 2 | 0   | 0   | 1 | 16:05 | 6      |
| 3.  | UTE Marilyn Budapest | 3  | 1 | 0   | 0   | 2 | 06:17 | 3      |
| 4.  | SC Miercurea Ciuc    | 3  | 0 | 0   | 0   | 3 | 02:33 | 0      |

## Zwischenrunde
Die Spiele der Zwischenrunde fanden vom 30. November bis 2. Dezember 2007 statt. Als Austragungsort für die Gruppe E fungierte das russische Dmitrow, nahe der Hauptstadt Moskau, und die Gruppe F wurde in Berlin ausgespielt. Es qualifizierten sich jeweils die beiden Mannschaften auf den ersten Plätzen einer Gruppe für das Super Final.

### Gruppe E
Die Spiele der Gruppe E, für die der Vorjahreszweite Tornado Moskowskaja Oblast als Ausrichter fungierte, wurden in Dmitrow ausgetragen. Neben den über die Vorrunde qualifizierten Slowakinnen des MHK Martin und dem kasachischen Meister Aisulu Almaty waren zudem der Gastgeber sowie der finnische Titelträger Espoo Blues für das Turnier gesetzt.
Für eine Überraschung im Turnier sorgten die Damen des Aisulu Almaty, die ihre Spiele gegen Espoo und Moskowskaja Oblast im Penaltyschießen gewann und nach einem klaren 7:1-Sieg über den MHK Martin als Turniersieger zum Super Final fuhr. Durch die 1:0-Niederlage der Gastgeberinnen im abschließenden Gruppenspiel gegen die Espoo Blues scheiterten sie bereits frühzeitig, da mit diesem Ergebnis Espoo als Tabellenzweiter das zusätzliche Finalticket löste.
| 30. November 2007 | Aisulu Almaty            | 2:1 n. P. (1:0, 0:1, 0:0, 0:0, 1:0) | Espoo Blues   | Eissportpalast, Dmitrow Zuschauer: |
| 30. November 2007 | Torn. Moskowskaja Oblast | 14:0 (5:0, 4:0, 5:0)                | MHK Martin    | Eissportpalast, Dmitrow Zuschauer: |
| 1. Dezember 2007  | Torn. Moskowskaja Oblast | 1:2 n. P. (1:0, 0:0, 0:1, 0:0, 0:1) | Aisulu Almaty | Eissportpalast, Dmitrow Zuschauer: |
| 1. Dezember 2007  | Espoo Blues              | 10:2 (5:2, 2:0, 3:0)                | MHK Martin    | Eissportpalast, Dmitrow Zuschauer: |
| 2. Dezember 2007  | Torn. Moskowskaja Oblast | 0:1 (0:0, 0:0, 0:1)                 | Espoo Blues   | Eissportpalast, Dmitrow Zuschauer: |
| 2. Dezember 2007  | MHK Martin               | 1:7 (1:1, 0:4, 0:2)                 | Aisulu Almaty | Eissportpalast, Dmitrow Zuschauer: |

| Pl. |                            | Sp | S | OTS | OTN | N | Tore  | Punkte |
| 1.  | Aisulu Almaty              | 3  | 1 | 2   | 0   | 0 | 11:03 | 7      |
| 2.  | Espoo Blues                | 3  | 2 | 0   | 1   | 0 | 12:04 | 7      |
| 3.  | Tornado Moskowskaja Oblast | 3  | 1 | 0   | 1   | 1 | 15:03 | 4      |
| 4.  | MHK Martin                 | 3  | 0 | 0   | 0   | 3 | 03:31 | 0      |

### Gruppe F

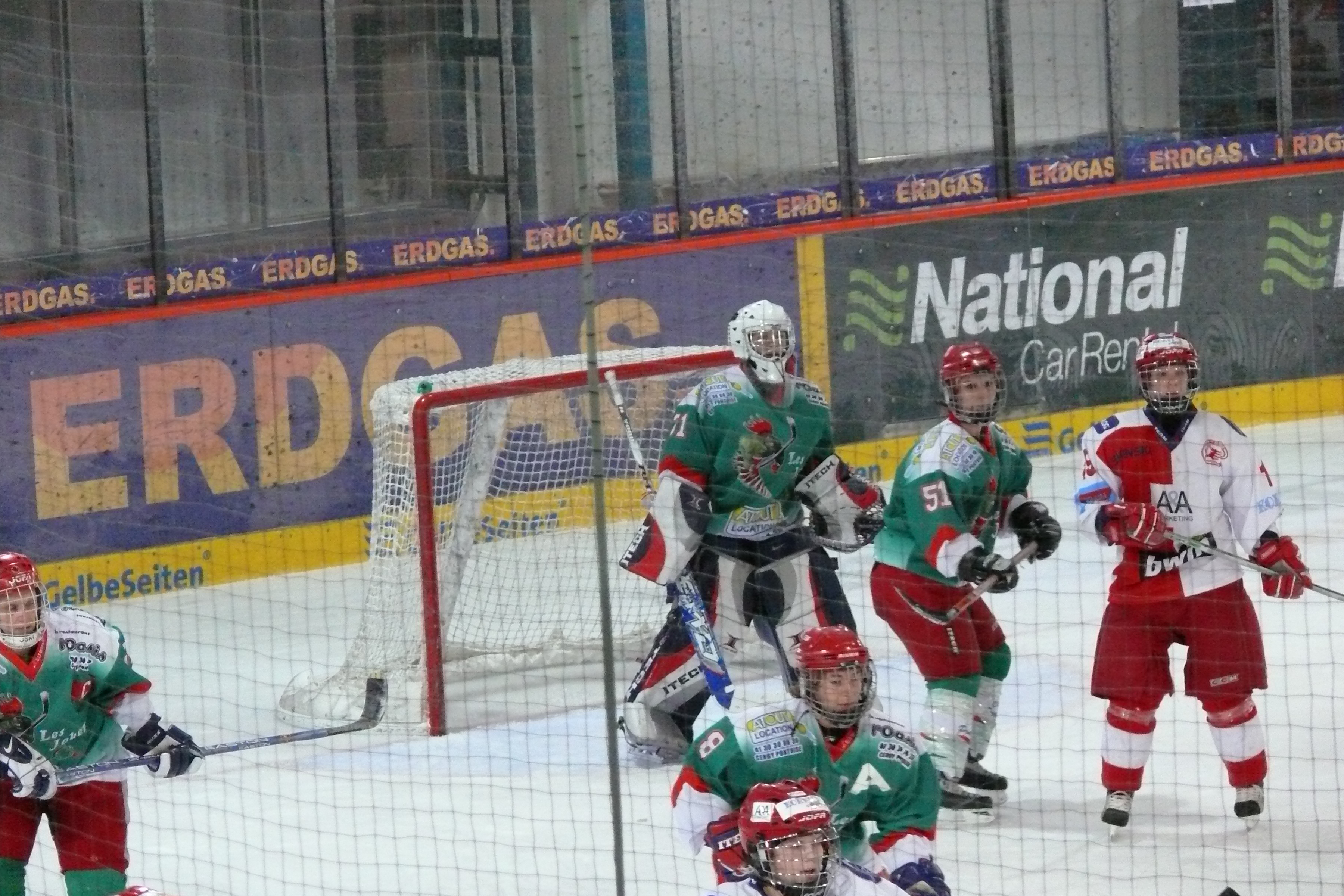
Szene aus der Partie des HC Cergy-Pontoise gegen den HC Slavia Prag

Das Zwischenrundenturnier der Gruppe F wurde vom Deutschen Meister OSC Berlin ausgerichtet und fand im Wellblechpalast in Berlin statt. Neben Berlin war der Vorjahresfinalist HC Lugano aus der Schweiz für das Turnier gesetzt. Über die Vorrunde hatten sich zudem der HC Cergy-Pontoise und der HC Slavia Prag qualifiziert.
Cergy-Pontoise und Prag waren als Außenseiter nach Berlin gereist, wobei es Prag bereits im ersten Spiel dem HC Lugano schwerer als erwartet machte und bis ins letzte Drittel ein 2:2 hielt, dann aber doch mit 6:2 unterlag. Ebenso konnte Berlin am ersten Turniertag den französischen Vertreter schlagen. Somit kam es am folgenden Tag zum Duell der beiden ungeschlagenen Teams, das die Schweizerinnen siegreich bestritten. Da gleichzeitig Prag das Spiel gegen Cergy-Pontoise gewann, war Lugano als erster Teilnehmer der Gruppe F am Super Final qualifiziert. Am Schlusstag entschied sich daher der zweite Finalteilnehmer in der Partie zwischen den Gastgeberinnen und den Pragerinnen. Dort siegten die Deutschen in einer umkämpften Partie im Penaltyschießen und reisten als erste deutsche Mannschaft in der Geschichte des European Women Champions Cup zum Finalturnier. Cergy war hingegen den anderen Mannschaften klar unterlegen und konnte am Ende lediglich den Fair-Play-Pokal mitnehmen.
| 30. November 2007 13:00 Uhr | HC Lugano         | 6:2 (1:0, 1:2, 4:0)                 | HC Slavia Prag    | Wellblechpalast, Berlin Zuschauer: |
| 30. November 2007 16:00 Uhr | HC Cergy-Pontoise | 1:6 (0:2, 0:2, 1:2)                 | OSC Berlin        | Wellblechpalast, Berlin Zuschauer: |
| 1. Dezember 2007 15:00 Uhr  | HC Slavia Prag    | 8:1 (3:0, 2:0, 3:1)                 | HC Cergy-Pontoise | Wellblechpalast, Berlin Zuschauer: |
| 1. Dezember 2007 18:00 Uhr  | OSC Berlin        | 3:5 (1:2, 1:1, 1:2)                 | HC Lugano         | Wellblechpalast, Berlin Zuschauer: |
| 2. Dezember 2007 12:00 Uhr  | HC Lugano         | 7:2 (3:1, 2:0, 2:1)                 | HC Cergy-Pontoise | Wellblechpalast, Berlin Zuschauer: |
| 2. Dezember 2007 17:30 Uhr  | OSC Berlin        | 4:3 n. P. (2:1, 1:1, 0:1, 0:0, 1:0) | HC Slavia Prag    | Wellblechpalast, Berlin Zuschauer: |

| Pl. |                   | Sp | S | OTS | OTN | N | Tore  | Punkte |
| 1.  | HC Lugano         | 3  | 3 | 0   | 0   | 0 | 18:07 | 9      |
| 2.  | OSC Berlin        | 3  | 1 | 1   | 0   | 1 | 13:09 | 5      |
| 3.  | HC Slavia Prag    | 3  | 1 | 0   | 1   | 1 | 13:11 | 4      |
| 4.  | HC Cergy-Pontoise | 3  | 0 | 0   | 0   | 3 | 04:21 | 0      |

## Super Final
Das Super Final fand vom 29. Januar bis 3. Februar 2008 im schwedischen Stockholm statt. Gesetzt war der Gastgeber und Titelverteidiger AIK Solna. Hinzu kamen die vier Qualifikanten der vorangegangenen Runde, der Schweizer Meister HC Lugano, der deutsche Titelträger OSC Berlin, der finnische Meister Espoo Blues und Aisulu Almaty als kasachischer Vertreter.
Gleich im ersten Spiel des ersten Wettkampftages kam es zum Aufeinandertreffen der beiden skandinavischen Vertreter, das der Titelverteidiger und Gastgeber aus der Hauptstadt mit 4:2 für sich entscheiden konnte. Am folgenden Tag griffen dann auch die restlichen drei Mannschaften in den Wettbewerb ein. Während der AIK Solna spielfrei hatte, setzte sich der Schweizer Vertreter HC Lugano gegen den OSC Berlin durch und die Espoo Blues konnte nach der Vortagsniederlage gegen Aisulu Almaty erstmals drei Punkte erringen. Am dritten Spieltag waren erneut zwei Partien angesetzt, in denen Solna und Espoo jeweils ihren zweiten Sieg einfuhren.
Am folgenden Tag war dann nur eine Begegnung angesetzt, wodurch an den folgenden beiden Wettkampftagen jeweils eine Mannschaft einen spielfreien Tag hatte. So konnte durch einen Sieg den dritten Erfolg im dritten Turnierspiel feiern, wodurch bereits die ersten Mannschaften keine Chancen mehr auf den Turniersieg hatten. Den Vorschlusstag des Super Final konnten die Konkurrenten Solnas dann nutzen, um den Rückstand noch einmal zu verringern. Da Lugano aber zum zweiten Mal verlor und Espoo den direkten Vergleich gegen Solna verloren hatte, standen die Schwedinnen schon vor dem letzten Tag als Turniersieger fest und sicherten sich somit zum vierten Mal insgesamt und in Folge den Cup. Ihren souveränen Turniersieg untermauerten sie mit einem Sieg über den OSC Berlin. Auf dem zweiten Rang landeten die Espoo Blues vor Aisulu Almaty.
Insgesamt besuchten lediglich 900 Zuschauer die zehn Turnierspiele.
| 29. Januar 2008 19:00 Uhr | AIK Solna     | 4:2 (0:1, 1:1, 3:0) Spielbericht (PDF; 15 kB)  | Espoo Blues   | Vallentuna Ishall, Stockholm Zuschauer: 184 |
| 30. Januar 2008 16:00 Uhr | OSC Berlin    | 3:4 (1:2, 1:1, 1:1) Spielbericht (PDF; 15 kB)  | HC Lugano     | Vallentuna Ishall, Stockholm Zuschauer: 34  |
| 30. Januar 2008 19:00 Uhr | Espoo Blues   | 3:0 (2:0, 1:0, 0:0) Spielbericht (PDF; 15 kB)  | Aisulu Almaty | Vallentuna Ishall, Stockholm Zuschauer: 42  |
| 31. Januar 2008 16:00 Uhr | OSC Berlin    | 1:4 (1:1, 0:0, 0:3) Spielbericht (PDF; 15 kB)  | Espoo Blues   | Vallentuna Ishall, Stockholm Zuschauer: 37  |
| 31. Januar 2008 19:00 Uhr | HC Lugano     | 2:10 (1:2, 1:4, 0:4) Spielbericht (PDF; 16 kB) | AIK Solna     | Vallentuna Ishall, Stockholm Zuschauer: 75  |
| 1. Februar 2008 19:00 Uhr | AIK Solna     | 3:2 (1:1, 1:1, 1:0) Spielbericht (PDF; 15 kB)  | Aisulu Almaty | Vallentuna Ishall, Stockholm Zuschauer: 217 |
| 2. Februar 2008 11:30 Uhr | HC Lugano     | 3:4 (1:0, 2:1, 0:3) Spielbericht (PDF; 15 kB)  | Espoo Blues   | Vallentuna Ishall, Stockholm Zuschauer: 64  |
| 2. Februar 2008 15:00 Uhr | Aisulu Almaty | 4:2 (1:0, 2:2, 1:0) Spielbericht (PDF; 15 kB)  | OSC Berlin    | Vallentuna Ishall, Stockholm Zuschauer: 53  |
| 3. Februar 2008 11:30 Uhr | Aisulu Almaty | 5:1 (1:0, 1:1, 3:0) Spielbericht (PDF; 15 kB)  | HC Lugano     | Vallentuna Ishall, Stockholm Zuschauer: 27  |
| 3. Februar 2008 15:00 Uhr | OSC Berlin    | 3:4 (0:4, 2:0, 1:0) Spielbericht (PDF; 16 kB)  | AIK Solna     | Vallentuna Ishall, Stockholm Zuschauer: 167 |

| Pl. |               | Sp | S | OTS | OTN | N | Tore  | Punkte |
| 1.  | AIK Solna     | 4  | 4 | 0   | 0   | 0 | 21:09 | 12     |
| 2.  | Espoo Blues   | 4  | 3 | 0   | 0   | 1 | 13:08 | 9      |
| 3.  | Aisulu Almaty | 4  | 2 | 0   | 0   | 2 | 11:09 | 6      |
| 4.  | HC Lugano     | 4  | 1 | 0   | 0   | 3 | 10:22 | 3      |
| 5.  | OSC Berlin    | 4  | 0 | 0   | 0   | 4 | 09:16 | 0      |

## Statistik

### Beste Scorerinnen
Abkürzungen: Sp = Spiele, T = Tore, V = Vorlagen, Pkt = Punkte, +/- = Plus/Minus; Fett: Turnierbestwert
| Spieler           | Team   | Sp | T | V | Pkt | +/− | SM |
| ----------------- | ------ | -- | - | - | --- | --- | -- |
| Pernilla Winberg  | Solna  | 4  | 7 | 2 | 9   | +8  | 4  |
| Katarina Timglas  | Solna  | 4  | 3 | 5 | 8   | +6  | 8  |
| Susann Götz       | Berlin | 4  | 2 | 6 | 8   | −1  | 2  |
| Michelle Karvinen | Espoo  | 4  | 4 | 3 | 7   | +5  | 0  |
| Maria Rooth       | Solna  | 3  | 3 | 3 | 6   | +5  | 2  |
| Olga Potapowa     | Almaty | 4  | 3 | 2 | 5   | +2  | 4  |
| Fiona McLeod      | Lugano | 4  | 2 | 3 | 5   | −7  | 12 |
| Kira Misikowetz   | Lugano | 4  | 2 | 3 | 5   | −4  | 10 |
| Marjo Voutilainen | Espoo  | 4  | 0 | 5 | 5   | +4  | 2  |

### Beste Torhüterinnen
Abkürzungen: Sp = Spiele, TOI = Eiszeit (in Minuten), GT = Gegentore, SO = Shutouts, Sv% = gehaltene Schüsse (in %), GTS = Gegentorschnitt; Fett: Turnierbestwert
| Spieler             | Team   | Sp | TOI    | GT | SO | Sv%   | GTS  |
| ------------------- | ------ | -- | ------ | -- | -- | ----- | ---- |
| Noora Räty          | Espoo  | 4  | 239:33 | 7  | 1  | 93,07 | 1,75 |
| Ivonne Schröder     | Berlin | 4  | 237:44 | 14 | 0  | 90,85 | 3,53 |
| Darja Obydennowa    | Almaty | 4  | 240:00 | 9  | 0  | 89,89 | 2,25 |
| Madelene Schelander | Solna  | 2  | 120:00 | 5  | 0  | 88,64 | 2,50 |
| Josephin Lennstrom  | Solna  | 2  | 120:00 | 4  | 0  | 88,57 | 2,00 |
| Jessica Müller      | Lugano | 4  | 238:56 | 22 | 0  | 82,95 | 5,52 |

## Auszeichnungen
Spielertrophäen
| Auszeichnung        | Spieler               | Team          |
| ------------------- | --------------------- | ------------- |
| Beste Torhüterin    | Noora Räty            | Espoo Blues   |
| Beste Verteidigerin | Tatjana Schtelmaister | Aisulu Almaty |
| Beste Stürmerin     | Pernilla Winberg      | AIK Solna     |

### Siegermannschaft
| European-Women-Champions-Cup-Sieger AIK Solna | Torhüterinnen: Josephin Lennström, Madeleine Schelander Verteidigerinnen: Emilia Andersson, Linnéa Bäckman, Emelie Berggren, Maria Hortell, Hanna Lindström, Katarina Timglas, Suvi Vacker Angreiferinnen: Maritta Becker, Gizela Blom, Sandra Claesson, Deborah Eckefjord, Nanna Hamell, Isabelle Jordansson, Kathrin Lehmann, Maria Rooth, Danijela Rundqvist, Malin Sonefors, Pernilla Winberg Cheftrainer: Henrik Cedergren |